# الجميلة والوحش (فلم 1991)
الجميلة والوحش (بالإنجليزية: Beauty and the Beast) فلم رسوم متحركة أمريكي، أنتجته شركة والت ديزني في العام 1991، ترتيبه الثلاثون من سلسلة أفلام ستوديوهات والت ديزني الطويلة، عند صدوره انقلبت معايير الإنتاج الفني لأفلام الرسوم المتحركة، فهو فلم الرسوم المتحركة الأول الذي تجاوزت إيراداته المئة مليون دولار (وصلت أرباحه إلى 403,476,931 $)، بالإضافة إلى ترشيحه لجائزة الأوسكار لفئة أفضل فلم ليكون فلم الرسوم المتحركة الوحيد في التاريخ الذي يُرشح لهذه الجائزة، يتعبر انه انجح فلم رسومي في التاريخ حسب النقاد.

## ملخص القصة
تدور أحداث الفلم في فرنسا في القرن الثامن عشر، عندما يتحول أحد الأمراء إلى وحش دميم على يد ساحرة رفض أن يضيفها في قلعته، ولم تكتفى بتحويله وإنما حولت كل عاملي القصر من الخدم إلى أدوات منزلية على أن يعودوا لحالتهم الطبيعية إذا ما تعلم الأمير كيف يحِب، وعلى الجانب الآخر فتاة تدعى بل، كانت تعاني من الوحدة وعدم تفهم أهل القرية البسيطة لأحلامها وطموحاتها، ويلتقى الوحش ببل عندما تذهب للقصر لتحرير والدها موريس المحتجز من قِبل الوحش، وهنا تقوم بتحرير والدها مقابل أن تُحتجز مكانه، ويوماً فيوم تكتشف بل أن الوحش يملك قلباً طيباً رغم ملامحه البشعة، فبعد أن أنقذها من الذئاب عند محاولتها الهرب تغيرت طباعه بشأنها، وأصبح أكثر مودة من ذى قبل إلى أن حررها وتركها تعود لأبيها، وينتهى الفلم عندما تقوم بل بالعودة إلى القصر في محاولة لمنع أهل القرية بقيادة المتعجرف جاستون قتل الوحش، وبالفعل تمنعه بعد أن يوقن الوحش بأن بل قد عادت من أجله، وهكذا يعود الوحش إلى صورته الطبيعية بعد أن عرف الحب الذي لم يكن يعرفه من قبل.

## تفاصيل القصة
يحكى أنه في قديم الزمان كان هناك أميراً فرنسياً أنانياً لا يهتم إلا بنفسه، كان يعيش في قلعة كبيرة ويقوم على خدمته عدداً كبيراً من الخدم والحشم، وفي ليلة من ليالى الشتاء قارصة البرودة طرقت باب القلعة سيدة عجوز دميمة الشكل، ترجت الأمير لتقضى الليلة في قلعته، ولكن الأمير رفض، فحاولت إقناعه بإهداءه وردة حمراء مقابل بياتها لديه في قلعته، ولكن الأمير احتقر الهدية، عندها حذرته قائلة أن الجمال لا يكمن في الشكل الخارجي فقط، ولكن يمكن إيجاد الجمال في مضمون الشئ، إلا أنه لم يستمع إليها وطردها، عندها تحولت السيدة العجوز إلى ساحرة باهرة الجمال، وعقاباً للأمير على فظاظته وأنانيته قامت بتحويله إلى وحش قبيح، وحولت خدم القلعة إلى أدوات منزلية، وأعطت الأمير الوردة الحمراء، وقالت أن أوراقها ستستمر في التساقط إلى أن يبلغ الأمير عامه الواحد والعشرين، عندها ستذبل الوردة ويثبت السحر على الأمير وخدمه، ولكنه إن تمكن من محبة شخصاً وبادله هذا الشخص نفس القدر من الحب، فإن تأثير السحر سيزول، ويعود الأمير وخدمه إلى طبيعتهم البشرية، كما أعطته مرآة سحرية تمكنه من رؤية ما يرغب فيه، وتمر السنون وتقترب ذكرى ميلاد الأمير المُحول الحادية والعشرون، ويفقد الأمير الأمل ويصيبه اليأس من أن يعود لطبيعته.
وعلى مقربة من القصر وفي إحدى القرى البسيطة بالريف الفرنسي تعيش بل الفتاة الذكية المُحبة للقراءة، خرجت للذهاب لمكتبة القرية لإعادة آخر كتاب قامت بقراءته، وأثناء عودتها لمنزلها يقطع طريقها الشاب المتعجرف جاستون، والذي يرغب في الزواج منها رغم عدم موافقتها على الزواج منه، ويحدثها محاولاً إقناعها بالخروج معه، وترفض بل متحججة برغبتها في مساعدة والدها المخترع موريس، وعندما يسخر جاستون وصديقه ليفو من والد بل فتقوم بنهرهما مطالبة إياهم بعدم الحديث عنه بهذه الطريقة، عندها تسمع صوت انفجار يأتي من منزل والدها فتجرى مسرعة نحو المنزل للإطمئنان عليه مع تصاعد ضحكات جاستون وصديقه ليفو، وما أن تدخل بل المنزل حتى يعترضها دخانٍ كثيف، ويظهر من خلاله والدها وقد علاه الغبار الناتج عن الانفجار، ويقوم موريس بتعريف اختراعه الأخير لبل، كان عبارة عن آلة لقطع الأخشاب أوتوماتيكياً واصفاً إياه بأنه سبيلهما للنجاح عندما يتقدم به لمسابقة لعرض الاختراعات المفيدة، وتشجعه بل على المضى قدماً وتقوم بتجهيز حصانهما المخلص فيليب لتعد والدها لرحلته إلى المدينة التي تقام فيها المسابقة، وفي أثناء سفره يحاول موريس اختصار الطريق ليصل لمبتغاه في وقت أقصر، ويخوض طريقاً مظلماً موحشاً، وفيه يشعر الحصان فيليب بالخوف بعد أن هاجمته مجموعة من الخفافيش، فينطلق مسرعاً للهروب من هذا الموقف إلا أن موريس يسقط من العربة، فتعترضه مجموعة من الذئاب الجائعة التي ترغب في التهامه، ويجرى موريس مسرعاً محاولاً النجاة بحياته، ويسقط متعثراً أمام بوابة ضخمة لقلعة عملاقة، ألا وهي قلعة الأمير المُحول، فيسرع إلى الدخول إليها قبل أن تحاول الذئاب مهاجمته والنيل منه، وفيه يكتشف أن أهل القلعة من الأدوات المنزلية المتكلمة، ويقوم لوميير (الشمعدان) باستضافة موريس وإدخاله إلى حجرة الأمير، ويقوم باقي خدم القلعة بخدمته في حين كان كوجوورث (الساعة) يحاول منع موريس من الاستمرار في التواجد في القلعة خشية غضب الأمير، هنا يقتحم الأمير الغرفة، ويحدث خدمه أن هناك غريباً في غرفته، ويواجه الأمير موريس ويظن أنه قد آتى لمشاهدته، فيقوم باحتجازه في أحد سجون القلعة.
في هذه الأثناء كان جاستون يستعد للتقدم لخِطبة بل، فقام بدعوة كافة أهل القرية لحضور احتفال خطبته، ولكن بل ترفض طلبه وتصرفه بعيداً عن منزلها، فيتوعد جاستون بل، ويُحدث صديقه ليفو أنه سيتزوج بل تحت آى ظرف، ويأمره بالاهتمام بالأمر.
في هذه الأثناء يعود فيليب إلى المنزل وحيداً، وتسأله بل عن والدها المفقود، وتمتطيه للذهاب إلى المكان الذي انفصل فيه موريس عن فيليب، ويقودها فيليب إلى القلعة، وتتأكد بل من تواجد والدها بداخلها بعدما وجدت قبعته في الممر المؤدى إلى بوابة القلعة الرئيسية، تدخل بل لقصر وتنادى على والدها ولكن من دون جدوى، إلا أن لوميير وكوجوورث يقودون بل من دون أن تراهما إلى سجن القلعة والذي يتواجد فيه موريس والد بل، فتحتضنه وتسأله عن الشخص الذي سجنه بهذا الشكل، ويطالبها موريس بسرعة الهرب قبل أن يكتشف الوحش وجودها ويقوم باحتجازها، ولكنها تجيبه بالرفض وبأنها لن تتركه في محنته.
هنا يدفعها الوحش بعيداً وتسقط الشعلة في بقعة من الماء فتنطفئ، ويعم الظلام على المكان، وتتسائل بل عن هوية الشخص الذي هاجمها، فيجيبها الوحش أنه صاحب القلعة وسيدها، فتطالبه بل بالإفراج عن والدها المحتجز كونه مريضاً ولا يحتمل قسوة السجن، فأجابها أنه اقتحم قلعته من دون إذنه وأنها لا تستطيع فعل شيء لتحرير والدها، ولكنها إستوقفته، وقايضت حريتها مقابل حرية والدها، ولكن والدها قاطعها محدثاً إياها بالعدول عن طلبها، ولكن الوحش يطالب بل بأن تعده بألا تغادر القلعة إذا ما أرادت الحرية لوالدها، وهنا تعطى بل كلمتها للوحش ويقوم بإخراج موريس من حبسه ويأمر إحدى المركبات المسحورة بإعادته إلى قريته مع توسلات موريس بإطلاق سراح بل، وأثناء صعود الوحش لبل يحدثه لوميير بضرورة توفير مكاناً أكثر راحة لبل، ويوافق الوحش على الطلب ويصطحب بل لإحدى غرف القلعة، وقبل أن يتركها فيها، يأمرها بعدم الاقتراب من الجناح الغربي للقلعة وبضرورة تناول الغداء معه، فتبكى بل على ما أصابها من فقدان لحريتها ووالدها في يومٍ واحد.
وبعد عودة موريس لقريته، يجرى مسرعاً نحو الحانة التي يتواجد فيها رجال القرية محاولاً إقناعهم بضرورة مساعدته لتحرير بل من قبضة الوحش، ولكنهم يسخرون منه ويطردونه خارج الخانة محدثين بعضهم البعض بجنون موريس، ويظل موريس يتسائل هل من معين له في محنته؟
في هذه الأثناء وبينما تبكى بل تسمع طرقاً على الباب من سيدة لطيفة، وعندما إتجهت بل لفتح الباب تجد أن السيدة ما هي إلا إبريقاً للشاى، أتت لتضيف بل وتقدم لها كوباً من الشاى يحويه ابنها الفنجان الصغير تشيب، وتصطدم بل بأحد الدواليب والتي تكتشف أنه سيدة أخرى من الخدم المتحولين إلى أدوات منزلية وأثاث، والتي تحاول إقناع بل بضرورة النزول لتناول الغداء مع الوحش وتعرض عليها مجموعة من الملابس لترتديها في هذه المناسبة، ولكن بل تشكرها للطفها وتخبرها أنها لن تذهب لتناول الغداء مع الوحش.
في هذه اللحظة ينتظر الوحش بل، ويصرخ في خدمه مطالباً بحضورها، ولكنهم يطالبونه بضرورة التعامل معها بهدوء علها تكون الفتاة التي يقع الوحش في حبها وتقع في حبه، ولكنه الوحش يوضح صعوبة الأمر للفارق البيِّن بينهما، ولكنه عندما يعلم برفض بل تناول الغداء معه، ثار جنونه وانطلق مسرعاً لغرفتها، وقام بطرق الباب بقوة مطالباً إياها بالخروج والنزول لتناول الغداء معه، ولكنها ترفض، ويحاول الخدم تهدئة الوحش ويطالبونه بضرورة التعامل بهدوء مع بل، فيطالبها الوحش للغداء بلطف، ولكنها ترفض مرة أخرى، فيأمر الوحش الخدم بأنها إذا لم تتناول الطعام معه، فلا يقدم لها آى طعام، ويسرع الوحش إلى غرفته لرؤية بل في المرآة السحرية التي بحوزته، فيرى بل فيها تصر على رفض مشاركته آى نشاط، هنا يحبط الوحش، ويظن أنه لا أمل في وقوع الحب بينهما.
ولكن بل وما أن يساورها الجوع حتى تخرج لخدم الوحش وتطلب منهم إطعامها، فيستجيب لها الخدم بقيادة لوميير مع معارضة كوجوورث كيلا يشعر بهم الوحش ويقوم بعقابهم، وبعد تناول العشاء وانتهاء الاحتفال تطلب بل من لوميير وكوجوورث اصطحابها في جولة لتفقد القلعة، وأثناء مرورهما بأحد الأطرقة تجد بل سلماً كبيراً فتسأل كلٍ من لوميير وكوجوورث عن المكان الذي يؤدى إليه هذا السلم، فيخبراها أن هذا هو الجناح الغربي الذي أمرها الوحش بعدم الاقتراب منه، ولكن بل تحرقت شوقاً لمعرفة الشئ الذي يخفيه الوحش عنها، فصعدت أدراج السلم من دون علم لوميير وكوجوورث، ولكنها وما أن دلفت الحجرة حتى وجددت كل الأثاث محطماً، والستائر ممزقة، وجذبتها إحدى اللوحات الممزقة والتي تظهر فيها عينتان زرقاوان.
وأثناء محاولتها إعادة الجزء الممزق إلى مكانه إذ بضوء أحمر ساطع يجذبها، فإذ ببل تتجه إليه لتكتشف أنها وردة حمراء تشع نوراً غاية في الجمال، فرفعت الأناء المحيط بها وأثناء محاولتها لمس الوردة إذ بالوحش يمنعها، ويخاطبها منفعلاً عن سبب تواجدها في الجناح الغربي، وبالرغم من اعتذار بل إلا أن الوحش قام بطردها من الحجرة، فانطلقت بل مسرعة إلى خارج القلعة هاربة خوفاً من بطش الوحش بها، ولكنها تصادف وجود عدداً كبيراً من الذئاب التي تبعتها بغية التهامها، وبينما شرع أحد الذئاب للانقضاض على بل إذ بالوحش يردعه ويرمى به بعيداً، وتشهد الغابة معركة ضارية بين الوحش ومجموعة الذئاب الكبيرة والتي نجح في النهاية الوحش في إخافتها وإبعادها بالرغم من الأضرار الكبيرة التي لحقت به جراء المعركة.
وسقط الوحش مغشياً عليه من آثار الجراح التي أصابته، ولم تجد بل مخرجاً من الموقف سوى باصطحاب الوحش على ظهر الحصان فيليب عائدة إلى القلعة، وهناك قامت بتطهير جراحه والاعتناء به، وقام الوحش بعاتبها على هروبها وعدم حفظ وعدها، ولكن بل قاطعته قائلة أنها هربت بسبب إخافته لها، ويقاطعها بأنها لم يكن ينبغى لها الذهاب للجناح الغربي وعدم إطاعة أمره، فتغلبه بل بتوجيهه لعدم فقدان أعصابه مرة أخرى، وتشكره على إنقاذ حياتها.
في هذه الأثناء يتجه جاستون بصحبة ليفو إلى مشرف مشفى الأمراض العقلية لعقد صفقة يقوم بمقتضاها باحتجاز موريس والد بل حتى يجبرها على الزواج منه مقابل إطلاق سراحه مرة أخرى، ويوافق المشرف الجشع على الأمر مقابل حفنة من العملات الذهبية، ولكنهم وعندما يذهبون إلى بيت موريس لاعتقاله يجدونه قد رحل، فيأمر جاستون ليفو بالبقاء أمام المنزل ريثما يعود موريس وبل، إلا أن موريس كان قد عزم على العودة إلى القلعة وحده محاولاً إنقاذ بل بعد أن رفض الجميع تصديقه.
وفى صباح اليوم التالي وفي القلعة يشعر الوحش بشعور غريب وجديد تجاه بل لم يشعر به قط تجاه آى شخص في السابق، ويرغب في تقديم شيئاً لبل يدخل السعادة في قلبها، فيخبره لوميير بالفكرة المثالية ألا وهي إهداء بل مكتبة كاملة تحوى الآلاف من الكتب، وبالفعل تسعد بل بالهدية وتشكر الوحش عليها كثيراً، في هذه الأثناء تشعر بل بشئ ما بداخلها تجاه الوحش، فلاحظت أن الوحش يملك قلباً طيباً رغم ملامحه البشعة، بالإضافة إلى تغير طباعه بشأنها، وكونه أصبح أكثر مودة من ذى قبل.
ويحاول الخدم الاستمرار على هذه الشاكلة محاولين التأثير على كلاً من بل والوحش ليقعوا في حب بعضهم البعض قبل حلول المساء وانتهاء الفترة المحددة ومعها أملهم في العودة إلى أشكالهم البشرية مرة أخرى، فيقومون بتنظيف القلعة وتهيئتها لحفل يُقام آخر الليل، ويشرفون على ظهور الوحش في أبهى صورة مرتدياً ثيابه الأنيقة ليقضى سهرة حالمة مع بل.
ومع نهاية السهرة يلاحظ الوحش السعادة على وجه بل إلا أنه كان يشوبها حالة من الحزن لاستمرار حالة الفراق بينها وبين والدها موريس وعدم رؤيتها له منذ أن افترقا، فيشعر الوحش بالذنب، ولكن تخطر على باله فكرة استخدام مرآته السحرية للاطلاع على موريس والد بل والإطمئنان عليه، فيعطى الوحش بل المرآة وتطلب بل منها رؤية والدها، فتفاجأ أنه مفقود وسط الغابة ساقطاً على الأرض من فرط التعب، فتصرخ بل وتخبر الوحش أنه مريض ولا يجاوره أحد في محنته، فيزداد إحساس الوحش بالذنب ويخبر بل أنه حررها وأن بإمكانها أن تذهب لوالدها، فشكرته بل وأثناء مغادرتها يخبرها الوحش أنه بإمكانها الاحتفاظ بالمرآة لتكون السبيل الوحيد لتتمكن من رؤيته مرة أخرى، وهكذا ومع تعالى صيحات الآسى من الوحش تنطلق بل على صهوة حصانها فيليب لتبدأ البحث عن والدها، وتجده في الطريق المؤدى إلى القلعة مغشياً عليه، فتصطحبه إلى المنزل لمداواته، فيراهما ليفو المُكلف بمراقبتهما فيسرع لجاستون لإخباره بأن كلاً من بل وموريس في المنزل، ويفيق موريس من غيبوبته ويحتضن بل سائلاً إياها عن كيفية هروبها من الوحش، ولكنها تخبره أنه تغير وصار أكثر مودة من ذى قبل.
في هذه اللحظة يخرج تشيب الفنجان الصغير من حقيبة بل، فقد تسلل إليها محاولاً إقناع بل بالعودة إلى القلعة، وأثناء حديثه مع بل يطرق الباب طارق، فتفتح بل الباب وإذ به مشرف مركز الأمراض العقلية قد أتى لاعتقال موريس وإصطحابه إلى مركز مرضى الأمراض العقلية بحجة أنه مجنون وأنه حدث الناس عن وحشٍ كاسر طليق، تمنعه بل ولكنه يأمر معاونيه بالقبض عليه بعد تأكيد أهل القرية المجتمعين على جنونه التام، ويحاول جاستون الظهور في الصورة بأن ينهى هذه المشكلة بشرطٍ واحد، ألا وهو أن تقبله بل زوجاً لها، ولكن بل ترفض وتدفعه بعيداً، وأثناء استنجاد موريس ببل تصعد مسرعة إلى منزلهما وتحضر المرآة وتأمرها أن تعرض للحاضرين صورة الوحش فيهلع أهل القرية من رؤيتهم الوحش، ولكنها تخبرهم أنه ليس بوحشٍ وأنه صديقاً لها، إلا أن جاستون يرفض تصديقها ويشعر بعمق المشاعر بينها وبين الوحش، فيخطف المرآة منها محدثاً أهل القرية بضرورة التخلص من الوحش الطليق كيلا يشكل خطراً داهماً عليهم، فينطلق أهل القرية تجاه القلعة مدججون بالأسلحة، ويقومون باحتجاز بل ووالدها في إحدى المخازن، وبعد اقتحامهم للقلعة يقوم الخدم بمنعهم وتلقينهم درساً قاسياً كيلا يعاودوا زيارة القلعة، إلا أن جاستون يتسلل لأعلى القلعة محاولاً العثور على الوحش ومن ثم قتله، في هذه الأثناء يقوم تشيب الفنجان الصغير وبمساعدة اختراع موريس القاطع للخشب بتحرير بل ووالدها من حجزهما، وينطلقان صوب القلعة.
ويعثر جاستون على الوحش الذي آثر الاستسلام فأطلق عليه جاستون سهماً من قوسه أصاب ظهره، ودفعه خارج حجرته محاولاً إسقاطه من فوق برج القلعة، في هذه اللحظة تصل بل وتحاول إقناع جاستون بالعدول عن نيته، ولكن الوحش وما أن يرى بل ويدرك أنها عادت من أجله حتى يقوم للعراك مع جاستون، ويتمكن الوحش من التغلب عليه ويأمره بالرحيل عن قلعته.
ويصعد الوحش للقاء بل، فإذ بطعنة غادرة من جاستون في ظهره، ولكن جاستون لم يتمالك توازنه فوقع من فوق برج القلعة ميتاً، وقبل أن يسقط الوحش تنقذه بل وتجذبه من ملابسه إلى داخل شرفة البرج، وفيها يُطلعها الوحش بسعادته لعودتها، وتخبره بل أنها قد عادت من أجله وأنه سيشفى وتعود الأمور لطبيعتها، إلا أنالوحش يلفظ أنفاسه الأخيرة بين يديها، فتبكيه بل وهي تتلفظ (إنى أحبك).
عندها يتحقق وعد الساحرة صاحبة اللعنة، فتُفك اللعنة وتهبط أضواءً غريبة على جسد الوحش وتعيده إلى صورته الطبيعية كإنسان، وتتعرف عليه بل بالنظر إلى عينتاه الزرقاوان، ويعود كافة الخدم إلى صورهم الطبيعية وتعود القلعة إلى صورتها الأولى المشرقة، وتنتهى القصة بزواج الأمير من بل وعيشهما في سعادة دائمة.

## الشخصيات
- بل، اسمها يعنى (جميلة) في اللغة الفرنسية، مولعة بالقراءة وتتميز بذكاء خاص وخيال واسع جعلها منبوذة من قِبل أهل قريتها، تقع أسيرة للوحش في سبيل تحرير والدها المُحتجز لديه، ومن خلال تعاملها معه تكتشف أنه رغم بشاعة وقبح هيئته إلا أنه يمتلك قلباً طيباً، وتنتهى قصتها بالزواج من الأمير بعد عودته إلى صورته الطبيعية، قامت بالأداء الصوتى للشخصية الممثلة بايجى أوهارا.
- الوحش، هو الأمير الأناني الذي حُول لوحش دميم كسبب لفظاظته وأنانيته، ورغم أن علاقته ببيل شابها الخشونة في البداية، إلا أنه استطاع أن يوقعها في حبه كنتيجة لتحسن أخلاقه وتصرفاته معها ومن ثم عودته إلى صورته الطبيعية مرة أخرى، قام بالأداء الصوتى للشخصية الممثل روبى بينسون.
- جاستون، الشاب المغرور الوسيم الذي يسعى للزواج من بيل بآى شكلٍ كان، يهوى الصيد ولا يطيق القراءة، قام بالأداء الصوتى للشخصية الممثل ريتشارد وايت.
- لوميير (بالعربية: أنوار)، خادم الأمير الشخصى، يتميز بالإخلاص والمرح، يتحول إلى شمعدان بعد أن حلت لعنة الساحرة على أهل القلعة، أقرب أصدقاءه هو كوجوورث، قام بالأداء الصوتى للشخصية الممثل جيرى أورباك.
- كوجوورث (بالعربية: كبير الخدم)، خادم الأمير الشخصى، ميزه خوفه الدائم بشأن إقلاق الأمير (الوحش)، يتحول إلى ساعة بعد أن حلت لعنة الساحرة على أهل القلعة، أقرب أصدقاءه هو لوميير، قام بالأداء الصوتى للشخصية الممثل ديفيد أوجدن ستيرز.
- السيدة بوتس (بالعربية: مدام خزف)، مديرة القلعة، تحمل قلباً طيباً وحنوناً، تحولت إلى إبريقاً للشاى عندما حلت لعنة الساحرة على أهل القلعة، هي أم الفنجان الصغير تشيب، قامت بالأداء الصوتى للشخصية الممثلة أنجيلا لانسبيرى.
- تشيب (بالعربية: كسر)، هو ابن السيدة بوتس(بالعربية: مدام خزف)، تحول إلى فنجاناً صغيراً عندما حلت لعنة الساحرة على أهل القلعة، كان له دوراً مؤثراً في تحرير بيل ووالدها ومن ثم إنقاذ الوحش من جاستون، قام بالأداء الصوتى للشخصية الممثل برادلى بايرس.
- ليفو (بالعربية: مرووش)، صديق جاستون المخلص، رغم أن جاستون يسئ معاملته إلا أنه دوماً ما ينفذ أوامره خوفاً منه وحباً له في نفس الوقت، قام بالأداء الصوتى للشخصية الممثلجيسى كورتى.
- موريس ، والد بيل الحنون، مخترع غير ناجح يتميز بالمثابرة ويحلم أن يخلق مناخاً جيداً لبل، قام بالأداء الصوتى للشخصية الممثل ركس إيفرهارت.
- فيليب، حصان بيل ووالدها المخلص، قام بالأداء الصوتى للشخصية الممثل هال سميث.

### النسخة العربية
| الأسم       | الأسم في النسخة العربية | الممثل                                 |
| ----------- | ----------------------- | -------------------------------------- |
| بيل         | بل                      | لقاء الخميسي (حوار) داليا فاروق (غناء) |
| الوحش       | الوحش                   | فراس سعيد                              |
| كوجوورث     | زمان                    | ماجد الكدواني                          |
| لوميير      | أنوار                   | بطرس غالي                              |
| السيدة بوتس | مدام خزف                | سهير البدراوي                          |

بل
الوحش
جاستون
لوميير (أنوار)
كوجوورث (زمان)
السيدة بوتس (مدام خزف)
تشيب (كسر)
ليفو
موريس
فيليب

## فريق العمل
| المهمة             | الاسم |
| ------------------ | --- |
| إخراج              | جاري تروسديل كيرك وايز |
| إنتاج              | دون هان |
| مدير الإنتاج       | هوارد أشمان |
| مخطط الفلم         | ليندا وولفرتون |
| الأغاني            | هوارد أشمان ألان مينكن |
| الموسيقى التصويرية | ألان مينكن |
| المنتج المساعد     | سارا ماك-أرثر |
| المخرج الفنى       | بريان ماك-إنتى |
| محرر الفلم         | جون كارنوشان |
| مشرفو الرسوم       | روجر أليرس (مشرف القصة) إد غرتينار (مشرفة التحبير) ليزا كين (مشرف الخلفيات) فيرا لانفر (مشرف التنظيف) راندى فولمار (مشرف التأثيرات) جيم هيلان (مشرف الكمبيوتر جرافيك) |
| مشرفو التحريك      | جيمس باكستير (بل) جلين كيل (الوحش) أندرياس ديجا (جاستون) روبن أ.أكوينو (موريس) ويل فين (كوجوورث) نك رانيرى (لوميير) ديفيد بروكازما (السيدة بوتس/تشيب) كريس وال (ليفو) |
| مدير الإنتاج       | بيكر بلوود وورث |

## الجوائز

### جوائز الأوسكار
- نال الفلم جائزة الأوسكار عن فئتى أفضل موسيقى تصويرية وأفضل أغنية (الجميلة والوحش) والتي أديت بنسختين أولهما الخاصة بالفلم للممثلة أنجيلا لانسبيرى والأخرى الخاصة بالتتر لكلٍ من المطربة سيلين ديون والمطرب بيبو برايسون
- رشح الفلم لجائزة الأوسكار كأفضل فلم ليكون فلم الرسوم المتحركة الوحيد في التاريخ الذي يُرشح لهذه الجائزة، كما رُشح لجائزتى أفضل أغنية عن أغنيتى (بل) و(كونى ضيفتنا (عشوة إش))، بالإضافة إلى ترشيحه لجائزة أفضل مؤثرات صوتية.

### جوائز الجولدن جلوب
- فاز الفلم بجوائز أفضل فلم (كوميدي/ موسيقي)، أفضل موسيقى تصويرية للمؤلف ألان مينكن بالإضافة إلى جائزة أفضل أغنية عن أغنية (الجميلة والوحش) للمؤلف ألان مينكن والمؤلف هوارد أشمان.
- رشح الفلم لنيل جائزة أفضل أغنية عن أغنية (كونى ضيفتنا) للمؤلف ألان مينكن والمؤلف هوارد أشمان

## روابط خارجية
- الجميلة والوحش على موقع IMDb (الإنجليزية)
- الجميلة والوحش على موقع ميتاكريتيك (الإنجليزية)
- الجميلة والوحش على موقع الموسوعة البريطانية (الإنجليزية)
- الجميلة والوحش على موقع روتن توميتوز (الإنجليزية)
- الجميلة والوحش على موقع قاعدة بيانات الأفلام العربية
- الجميلة والوحش على موقع ألو سيني (الفرنسية)
- الجميلة والوحش على موقع Turner Classic Movies (الإنجليزية)
- الجميلة والوحش على موقع أول موفي (الإنجليزية)
- الجميلة والوحش على موقع بوكس أوفيس موجو (الإنجليزية)
- الجميلة والوحش على موقع فيلمافينيتي (الإسبانية)